# Lakhnovo
Lakhnovo (en rus: Лахново) és un poble de l'óblast de Nóvgorod, a Rússia, segons el cens del 2010 tenia vuit habitants.